# Bensch' monias
Bensch' monias (Monias benschi) is een vogel uit de familie van de steltrallen (Mesitornithidae). De vogel werd in 1903 door twee Franse vogelkundigen (Émile Oustalet en Guillaume Grandidier) geldig beschreven. Het is een kwetsbare, endemische vogelsoort in Madagaskar.

## Kenmerken
Bensch' monias is een vogel van 32 centimeter met lange poten en korte, afgeronde vleugels. Van boven is de vogel grijsbruin, met een lang doorlopende, vuilwitte wenkbrauwstreep. Opvallend is verder de zwartachtige, lange gebogen snavel en de rozekleurige, lange poten. Mannetjes zijn van onder vuilwit, met zwarte halvemaanvormige vlekken. Vrouwtjes zijn daar roodbruin met donkere stippels en vlekken.

## Verspreiding en leefgebied
Deze soort is endemisch in Madagaskar. De leefgebieden liggen in droog, zandig en doornig tropisch loofbos in laagland. Het is een bodembewoner en eet voornamelijk insecten en spinnen. Die zoekt hij door in het bladstrooisel te prikken of blaadjes om te draaien en in het zand te pikken. Ze broeden in losse kolonies van twee tot negen met elkaar samenwerkende paren

## Status
Bensch' monias heeft een beperkt verspreidingsgebied en daardoor is de kans op uitsterven aanwezig. De grootte van de populatie werd in 2016 door BirdLife International geschat op 65 tot 110 duizend volwassen individuen en de populatie-aantallen nemen af door habitatverlies. Het leefgebied wordt aangetast door ontbossing waarbij natuurlijk droog bos wordt gebruikt voor de productie van houtskool of wordt omgezet in gebied voor agrarisch gebruik (zwerflandbouw) en menselijke bewoning. Om deze redenen staat deze soort als kwetsbaar op de Rode Lijst van de IUCN.